# Thomas Bloodworth
Sir Thomas Bloodworth ou Bludworth (né en 1620, mort le 12 mai 1682) fut le lord-maire de Londres d'octobre 1665 à octobre 1666. Son mandat fut marqué par le Grand incendie de Londres. Son manque de réactivité au début du sinistre lui valut d'être fortement critiqué.
Avant d'être lord-maire, Bloodworth fut un marchand prospère et un membre de la guilde Worshipful Company of Vintners (une compagnie active dans le marché viticole). Il fut maître de la guilde pendant un certain temps. Son activité commerciale se focalisait principalement sur le bois de construction et les charpentes. La guilde n'exigeait toutefois pas d'être actif dans le marché du vin pour y adhérer.

## Incendie de Londres
Durant les premières heures du 2 septembre 1666, un feu éclata à Pudding Lane dans une boulangerie. Parmi les méthodes rudimentaires de l'époque pour combattre le feu, il existait de longues tiges avec des crochets pour détruire des pans de bâtiments et limiter la propagation des flammes. Cette technique n'était efficace que si l'on détruisait des constructions encore intactes avant qu'elles ne soient atteintes par le sinistre. Comme les crochets pouvaient occasionner de sérieux dommages aux propriétés, leur utilisation était soumise à l'approbation du lord-Maire.
Quand Bloodworth arriva sur place, il refusa les démolitions préventives. Il craignait vraisemblablement les plaintes des propriétaires et jugea l'incendie mineur, ajoutant Pish! a woman might piss it out! (« pff ! une femme pourrait l'éteindre en pissant dessus!») . Il retourna à son domicile mais fut rapidement dépassé par les évènements. L'incendie gagna plus des trois quarts de la ville.
Jusqu'à la fin de sa vie, il affirma qu'il n'était pas responsable pour l'étendue des dégâts. William Bolton lui succéda à la mairie de Londres.